# Manifestación Unite the Right
La manifestación Unite the Right (inglés: Unite the Right rally, literalmente «manifestación Unan a la Derecha»; también conocida como manifestación de Charlottesville o Disturbios en Charlottesville), fue un mitin de extrema derecha que tuvo lugar en Charlottesville, Virginia del 11 al 12 de agosto de 2017. Su objetivo inicial era oponerse a la eliminación de una estatua de Robert E. Lee del Parque de la Emancipación.
La manifestación se produjo en medio de una polémica generada por la retirada de monumentos confederados por parte de los gobiernos locales tras la masacre en la iglesia de Charleston en 2015, en el que Dylann Roof, un supremacista blanco, disparó y mató a nueve miembros de una iglesia negra, incluido el ministro (un senador estatal) e hirió a otro miembro de la iglesia.  La manifestación se volvió violenta después de que los manifestantes se enfrentaran con los contramanifestantes, lo que provocó más de 30 heridos. 
Alrededor de la 1:45 p. m., el autoidentificado supremacista blanco llamado James Alex Fields Jr. embistió deliberadamente con su automóvil a una multitud de contramanifestantes alrededor de1/2 de milla (800 m)  lejos del lugar de la manifestación, matando a Heather Heyer e hiriendo a unas 35 personas. Fields huyó de la escena rápidamente en su automóvil pero fue arrestado poco después. Fue juzgado y condenado en un tribunal estatal de Virginia por asesinato en primer grado, heridas maliciosas y otros delitos en 2018, y el jurado recomendó una sentencia de cadena perpetua de más de 419 años. Al año siguiente, Fields se declaró culpable de los 29 delitos de odio federales en un acuerdo de declaración de culpabilidad para evitar la pena de muerte en este caso judicial.
Las observaciones del presidente Donald Trump sobre Charlottesville recibieron una atención negativa significativa. En su declaración inicial sobre la manifestación, Trump no denunció explícitamente a los nacionalistas blancos, sino que condenó «el odio, el fanatismo y la violencia en muchos lados». Su declaración y sus subsiguientes defensas, en las que también se refirió a «gente muy buena en ambos lados», fueron vistas por los críticos como implicando una equivalencia moral entre los manifestantes de la supremacía blanca y aquellos que protestaron contra ellos, y fueron interpretados por muchos como una señal de que simpatizaba con la supremacía blanca.

## Antecedentes
A raíz del tiroteo en la iglesia de Charleston en junio de 2015, se hicieron esfuerzos en todo el sur de Estados Unidos para retirar los monumentos confederados de los espacios públicos y cambiar el nombre de las calles en honor a figuras notables de la Confederación. Si bien a menudo tuvieron éxito en algunos casos, estos esfuerzos enfrentaron una reacción violenta de personas preocupadas por proteger la herencia confederada. La manifestación Unite the Right del 11 al 12 de agosto fue organizada por el supremacista blanco y nativo de Charlottesville llamado Jason Kessler  para protestar por la decisión del Ayuntamiento de Charlottesville de retirar la estatua de Robert E. Lee en honor al general confederado, así como por el cambio de nombre. del parque epónimo de la estatua (renombrado a Emancipation Park en junio de 2017, y nuevamente a Market Street Park en 2018).   Kessler asumió la causa en marzo de 2016, cuando el entonces vicealcalde de Charlottesville, Wes Bellamy, celebró una conferencia de prensa para pedir la retirada de la estatua. Kessler calificó a Bellamy de "antiblanco" y la exigencia de retirar la estatua era un esfuerzo por "atacar la historia blanca".   Lee Park se convirtió en el escenario de numerosos eventos neoconfederados durante la primavera de 2017, incluido un mitin de campaña del candidato republicano a gobernador de Virginia, Corey Stewart, que politizó aún más este espacio público.  

## Eventos

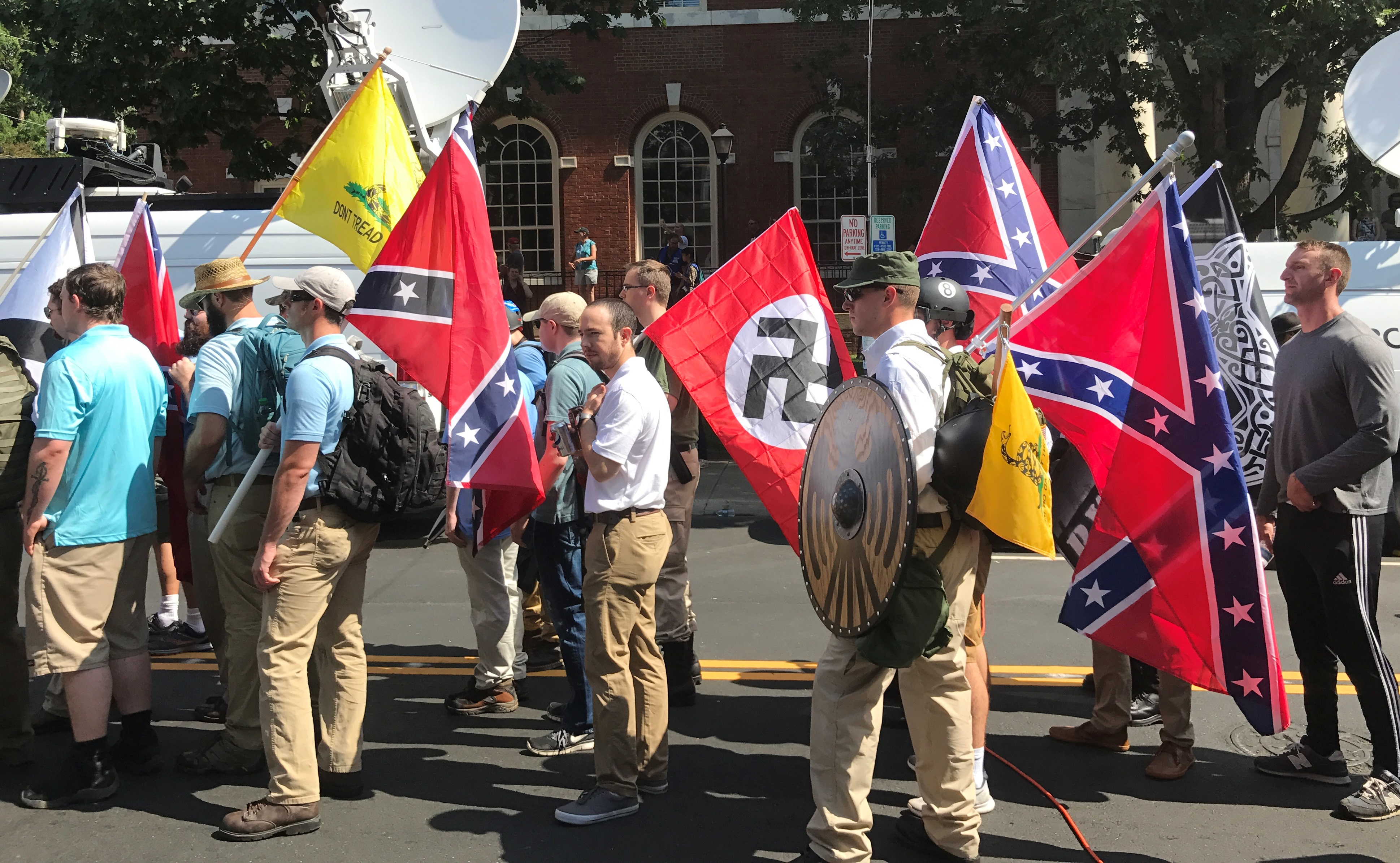
Manifestantes de derecha alternativa en la manifestación llevando banderas de la confederación, de Gadsden, y una nazi.

### Preparativos
El organizador Jason Kessler solicitó un permiso de la ciudad de Charlottesville para realizar el evento en Lee Park. La semana anterior al evento, el gobierno de la ciudad – incluido el alcalde de Charlottesville, Michael Signer, el concejal de la ciudad, el administrador municipal Maurice Jones y el jefe de policía Al Thomas – dijeron que aprobarían el permiso sólo si el evento se trasladaba al parque McIntire, un lugar más grande.  Los líderes de la ciudad citaron preocupaciones de seguridad y problemas logísticos asociados con la celebración del evento en Lee Park, adyacente al densamente poblado Downtown Mall. Kessler se negó a reubicar la manifestación, pero la ciudad lo anuló y anunció que la manifestación se trasladaría al parque McIntire, una decisión elogiada por la Asociación de Negocios del Centro de Charlottesville. 
Kessler demandó a la ciudad de Charlottesville y a Jones por motivos de la Primera Enmienda en el Tribunal de Distrito de los Estados Unidos para el Distrito Oeste de Virginia. En la tarde del 11 de agosto, una noche antes a la manifestación, el juez Glen E. Conrad otorgó una orden judicial de emergencia declarando que la manifestación Unite the Right podía llevarse a cabo en Lee Park como se planeó originalmente. Conrad citó varios factores en su decisión de que Lee Park era donde estaba ubicada la estatua de Robert E. Lee, el motivo principal de la manifestación y que se necesitarían recursos en ambos parques tanto para la manifestación como para los contramanifestantes; y que la decisión de trasladar el mitin al parque McIntire se debió a los puntos de vista de los organizadores y no a la seguridad del público.  La decisión del tribunal fue elogiada por la ACLU.

### 11 de agosto
La tarde del viernes 11 de agosto, un grupo de nacionalistas blancos – numerados de diversas formas, desde "docenas"  hasta "alrededor de 250"  – se reunieron para una marcha no anunciada (y no autorizada por la ciudad) por el campus de la Universidad de Virginia. Marcharon hacia el césped de la universidad coreando consignas nazis y supremacistas blancas, entre ellas "Las vidas de los blancos importan"; " No nos reemplazarás "; y "los judíos no nos reemplazarán".  (La Liga Antidifamación ha informado que la frase "No nos reemplazarás" "refleja la visión supremacista blanca del mundo que la raza blanca está condenada a la extinción por una supuesta 'marea creciente de color' supuestamente controlada y manipulada por judíos". ) También se utilizó el eslogan nazi " Sangre y tierra ".    El grupo estaba compuesto principalmente por hombres blancos, muchos de ellos empuñando antorchas tiki.  
En la Rotonda, el grupo se encontró con un grupo de unos 30 contramanifestantes, en su mayoría estudiantes de la Universidad de Virginia, que habían abrazado una estatua de Thomas Jefferson. Los nacionalistas blancos rodearon al grupo de contramanifestantes en la base de la estatua y se produjo una pelea entre manifestantes y contramanifestantes.    Según los informes, varias personas de ambos bandos fueron alcanzadas con gas pimienta y varias personas fueron atendidas por heridas leves. Los nacionalistas blancos comenzaron a balancear y arrojar las antorchas tiki encendidas en medio del caos que se producía. Pasaron varios minutos antes de que la policía estatal de Virginia viniera a controlar la pelea.  
El Cavalier Daily informó: "Mientras esperaban transporte en Nameless Field después de la marcha, varios de los manifestantes de 'alt-right' lanzaron insultos antisemitas, homofóbicos y misóginos a varios reporteros y miembros de la comunidad que les hacían preguntas. Un hombre que hacía preguntas fue arrojado al suelo y rodeado de manifestantes después de un breve altercado físico". El firmante condenó la reunión y escribió: "Cuando pienso en la luz de las velas, quiero pensar en vigilias de oración. Hoy, en 2017, estamos viendo en cambio un desfile cobarde de odio, intolerancia, racismo e intolerancia". El presidente de la Universidad de Virginia, Sullivan, al principio negó, y luego minimizó, el conocimiento previo de la administración de la universidad sobre la inminente manifestación de la antorcha del 11 de agosto. Pero los informes posteriores revelaron que, durante toda la semana, la policía universitaria había estado en contacto con el líder de Identity Evropa, Eli Mosley, sobre la ruta prevista para la marcha del viernes por la noche a través del campus y que los funcionarios de la universidad también habían ignorado las advertencias transmitidas por su propio profesorado seis horas antes de la marcha. la manifestación de la antorcha y subestimó la amenaza de violencia que plantea el grupo de extrema derecha liderado por el exalumno de la Universidad de Virginia Spencer. Las agresiones a los estudiantes de la Universidad de Virginia la noche del 11 de agosto presagiaron más violencia en la manifestación Unite the Right del día siguiente.

### 12 de agosto
Los manifestantes nacionalistas blancos volvieron a corear consignas supremacistas blancas y de la era nazi.  Algunos ondeaban banderas confederadas y otros portaban carteles dirigidos a los judíos que decían " Los goyim saben " y "los medios judíos están cayendo ". Los manifestantes también gritaban insultos raciales y "judío" cuando se mencionaba al firmante, y algunos ondeaban banderas nazis y carteles que afirmaban, entre otras cosas, que "los judíos son hijos de Satanás". Decenas de manifestantes llevaban gorras rojas de la campaña " Make America Great Again " de Trump. 
Las contraprotestas comenzaron con un grupo interreligioso e interracial de clérigos que unieron sus brazos, oraron y cantaron canciones de paz, como por ejemplo la canción de "Esta pequeña luz mía". Más tarde ese mismo día, los contramanifestantes corearon consignas que incluían "Matar a todos los nazis" y "golpear a un nazi en la boca". El grupo armado de izquierda Redneck Revolt publicó en su sitio web: "A los fascistas y a todos los que los apoyan: nos veremos en Virginia". El profesor de Harvard Cornel West, que organizó algunas de las contramanifestaciones, dijo que un grupo de "20 de nosotros que estábamos de pie, muchos de ellos clérigos, habríamos sido aplastados como cucarachas si no fuera por los anarquistas y los antifascistas que se acercaron, más de 300, 350 antifascistas". West afirmó: "Los neofascistas tenían sus propias municiones. Y es muy importante tener esto en cuenta, porque la policía, en su mayor parte, se retiró".
El Estado de Virginia permite el porte abierto de armas de fuego según la ley estatal, y muchos manifestantes y contramanifestantes estaban armados, algunos con armas semiautomáticas.   Esto presentó grandes desafíos para la policía estatal en el lugar.  Muchos de los manifestantes y contramanifestantes portaban escudos, palos y garrotes durante los enfrentamientos,    así como chalecos antibalas y cascos. Por otra parte, en la manifestación, Richard W. Preston, el autoidentificado "Mago Imperial de los Caballeros Blancos Confederados del Ku Klux Klan" con sede en Maryland, fue captado en un video disparando con una pistola a Corey A. Long, un contramanifestante afroamericano que llevaba una lata de aerosol cuyo spray había encendido. Posteriormente, Preston fue declarado culpable de disparar un arma a menos de 1 pie (0,3 m) de una escuela después de declararse sin oposición. Long fue acusado de delitos menores de agresión y alteración del orden público. Los cargos de agresión de Long fueron desestimados cuando el fiscal, el fiscal estatal Joe Platania, no pudo presentar a la presunta víctima, Harold Crews. Long había luchado por un asta de bandera empuñada por Crews. Platania pidió al juez que no impusiera ningún encarcelamiento activo y dijo que Long siempre fue educado y habló voluntariamente con los detectives sobre el incidente. Long fue declarado culpable de alteración del orden público y sentenciado a 20 días de cárcel, 340 días más de suspensión y 100 horas de servicio comunitario.
A partir de la mañana de ese día, antes de la hora oficial de inicio de la manifestación al mediodía, "manifestantes y contramanifestantes se enfrentaron, pateando, golpeando, arrojándose botellas de agua y lanzando aerosoles químicos unos contra otros".  Se estima que en el lugar había unos 500 manifestantes y más de mil contramanifestantes.  La Associated Press informó que "la gente lanzaba puñetazos, gritaba, hacía estallar bombas de humo, arrojaba botellas de agua y lanzaba aerosoles químicos"; algunos entraron en combate mientras "otros corrían, tratando de evitar el caos".  Al menos 14 personas resultaron heridas durante estos enfrentamientos. Después de la manifestación, se emitieron cuatro órdenes de arresto contra el supremacista blanco Christopher Cantwell después de que los fiscales de Virginia acusaran a Cantwell de delitos graves relacionados con "uso ilegal de gases y lesiones por agentes cáusticos o explosivos". Por otra parte, la periodista de The Hill, Taylor Lorenz, afirmó que los contramanifestantes la golpearon durante un reportaje, mientras que un video publicado en las redes sociales mostraba a un manifestante golpeando a una mujer mientras la multitud abandonaba Lee Park; Ambos hombres fueron arrestados  posteriormente el mismo día.   Posteriormente, ambos se declararon culpables de un delito menor de agresión y asalto. Steven Balcaitis, de York, Carolina del Sur, fue arrestado por asalto y agresión  por estrangular a un contramanifestante en un ataque que fue captado en video.  Balcaitis se declaró culpable de agresión y recibió una sentencia suspendida de 180 días.
El marine estadounidense Vasillios Pistolis, miembro del grupo terrorista Atomwaffen, fue grabado gritando "White Lives Matter" y "¡No nos reemplazaréis!". con sus compañeros manifestantes; Más tarde se jactó de haber agredido a una mujer trans con una versión modificada de la bandera confederada que contenía el Sol Negro.  Posteriormente, el Cuerpo de Marines de los Estados Unidos lo sometió a un consejo de guerra por desobedecer las órdenes y hacer declaraciones falsas en junio de 2018 y lo condenó a un mes de reclusión y presuntamente dado de baja a partir de entonces. 
A las 11:00 a.m. del día 12, la ciudad de Charlottesville declaró el estado de emergencia, citando una "amenaza inminente de disturbios civiles, disturbios, posibles daños a personas y destrucción de propiedad pública y personal". Una hora más tarde, el gobernador de Virginia, Terry McAuliffe, declaró el estado de emergencia y declaró: "Ahora está claro que la seguridad pública no puede salvaguardarse sin poderes adicionales, y que los manifestantes, en su mayoría de fuera del estado, han venido a Virginia para poner en peligro a nuestros ciudadanos. y la propiedad. Estoy disgustado por el odio, la intolerancia y la violencia que estos manifestantes han traído a nuestro estado". 

## Ataque vehicular y homicidio
Después de la manifestación abortada, alrededor de la 1:45 p.m., Una persona identificada como James Alex Fields Jr. condujo su automóvil hacia una multitud de contramanifestantes, atropellando a varios y chocó contra un sedán detenido, que a su vez chocó contra una minivan estacionada.  Ambos fueron empujados entre la multitud. Luego, Fields dio marcha atrás con su auto entre la multitud y se alejó rápidamente. Una persona murió y otras 35 resultaron heridas. La policía determinó que el ataque fue deliberado. 

### Heather Heyer
Heather Danielle Heyer (29 de mayo de 1985 – 12 de agosto de 2017) fue la única persona muerta en el ataque. Trabajaba como asistente legal en un bufete de abogados y como barman y camarera en el momento de la manifestación. Heyer y un viejo amigo suyo habían acordado no protestar en la manifestación porque pensaban que sería demasiado peligroso, pero la noche anterior a las protestas, Heyer se sintió obligado a ir.
La madre de Heyer, Susan Bro, dijo que quería que el nombre de Heather se convirtiera en "un grito de guerra por la justicia, la igualdad, la equidad y la compasión". El servicio conmemorativo de Heyer se llevó a cabo en el Paramount Theatre de Charlottesville el 16 de agosto; La madre de Heyer habló ante cientos de dolientes y les pidió que honraran a Heyer actuando contra la injusticia y convirtiendo "la ira en acción justa".

### Arresto de James Alex Fields Jr
Poco después de la colisión, James Alex Fields Jr., un joven de 20 años de Ohio que, según se informa, había expresado simpatía por la Alemania nazi durante su época de estudiante en Cooper High School en Union, Kentucky, fue arrestado y acusado de homicidio en segundo grado.
Fields había sido fotografiado participando en la manifestación, sosteniendo un escudo adornado con el logo de Vanguard America, una organización supremacista blanca. Los líderes de Vanguard America declararon más tarde que él no era miembro de la organización y que "los escudos vistos no indicaban su membresía", ya que fueron "entregados libremente a todos los presentes en el evento". El 14 de agosto, a Fields se le negó nuevamente la libertad bajo fianza. Estuvo recluido en la cárcel regional del condado de Albemarle-Charlottesville.
El juicio de Fields en el tribunal estatal de Virginia duró dos semanas. En el juicio, Fields no negó que condujera el coche en el momento del ataque, pero afirmó que actuó por miedo y que carecía de intención de matar. Imágenes de video y testimonios de testigos mostraron que Fields no estaba bajo ataque antes de estrellar su auto contra una multitud.  Otras pruebas presentadas en el juicio incluyeron un intercambio de mensajes de texto el día antes de la manifestación, en el que la madre de Fields le escribió "Ten cuidado" y Fields le  respondió con una foto de Adolf Hitler y con el mensaje "No somos los indicados". Que hay que tener cuidado."  Los fiscales también reprodujeron una grabación telefónica de Fields en la cárcel después del ataque, en la que Fields llamaba a la madre de la mujer asesinada y le decía que era una "comunista" y "liberal antiblanca".
El 7 de diciembre de 2018, Fields fue declarado culpable de asesinato en primer grado y otros nueve cargos. Cuatro días después, el jurado recomendó al juez de primera instancia una sentencia de cadena perpetua de 419 años, así como miles de dólares en multas; el juez aceptó la recomendación del jurado. La sentencia formal estaba prevista para marzo de 2019, momento en el que el juez podría imponer una sentencia más leve, pero no más fuerte. 

## Accidente de helicóptero
Alrededor de las 4:40 p.m.  del 12 de agosto, un helicóptero Bell 407 (N31VA) propiedad de la Policía Estatal de Virginia se estrelló a 7 millas (11,3 km) al suroeste del aeropuerto de Charlottesville-Albemarle, matando a dos policías estatales de Virginia que estaban a bordo del helicóptero. El teniente H. Jay Cullen, de 48 años, de Midlothian, Virginia, y el soldado-piloto Berke MM Bates, de 40 años, de Quinton, Virginia, estaban en camino para ayudar con la seguridad pública en la ciudad. El accidente fue investigado por la Administración Federal de Aviación, la Junta Nacional de Seguridad en el Transporte (NTSB),  y la Policía Estatal de Virginia.   El informe final publicado en julio de 2020 determinó que el helicóptero se estrelló porque el piloto perdió el control tras entrar en un estado de anillo de vórtice.

## Reacciones
En la tarde del 13 de agosto, Jason Kessler, organizador de Unite the Right, intentó realizar una conferencia de prensa frente al Ayuntamiento de Charlottesville, pero se vio obligado a abandonar la conferencia después de ser atacado por una multitud enojada por los incidentes de la manifestación. Según los informes, un hombre golpeó o intentó golpear a Kessler, y una mujer abordó a Kessler cuando intentaba abandonar la escena. La policía acudió en ayuda de Kessler y lo escoltó fuera del área. Cientos de personas le gritaron "vergüenza" a Kessler y "di su nombre" (en referencia a Heather Heyer, la mujer asesinada el 12 de agosto).  Antes de finalizar la breve conferencia de prensa, Kessler declaró: "Repudio cualquier violencia política y lo que pasó ayer fue trágico". Posteriormente publicó vídeos en línea en los que culpaba a la ciudad por la violencia y la muerte. Un hombre fue acusado de un delito menor de agresión y agresión por supuestamente escupir a Kessler durante la conferencia de prensa. 
En una entrevista la mañana de la manifestación, el ex gran mago del Ku Klux Klan, David Duke, calificó las protestas como "un punto de inflexión para la gente de este país. Estamos decididos a recuperar nuestro país. Vamos a cumplir las promesas". de Donald Trump. Por eso votamos por Donald Trump, porque dijo que va a recuperar nuestro país". Tras los comentarios iniciales de Trump hechos tres días después de la manifestación, Duke tuiteó: "Gracias, presidente Trump, por su honestidad y valentía al decir la verdad sobre #Charlottesville y condenar a los terroristas de izquierda en BLM/Antifa". El Daily Stormer escribió sobre la respuesta de Trump: "Él no nos atacó... No nos condenó en absoluto. Cuando se le pidió que condenara, simplemente salió de la habitación. Realmente, muy bien. Dios lo bendiga". "  

### Protestas contra el mitin
El 13 de agosto, el día después de la manifestación, varios grupos organizaron  manifestaciones en varias ciudades del país y del extranjero con diversos objetivos, incluido mostrar apoyo a quienes están en contra de la supremacía blanca, presionar para que se eliminen los monumentos confederados y denunciando el fascismo y acciones y declaraciones del presidente de Estados Unidos Donald Trump. 
En Brooklyn, los manifestantes en la manifestación "Paz y Sanidad" escucharon los discursos de la defensora pública Letitia James y el contralor municipal Scott Stringer. En Los Ángeles, cientos de personas se reunieron en las escaleras del Ayuntamiento para condenar la violencia nacionalista blanca y honrar a los asesinados.
Miles de manifestantes anti-Trump marcharon alrededor de la Torre Trump, y muchos gritaban "¡Vergüenza, vergüenza, vergüenza!". y "¡Enciérrenlo!". En respuesta, los contramanifestantes pro-Trump ondearon banderas estadounidenses y gritaron "Hagan a Estados Unidos blanco otra vez" a los manifestantes, un juego con el eslogan de la campaña de Trump Make America Great Again. 
Los enfrentamientos en el parque continuaron el martes 15 de agosto y los contramanifestantes exigieron que un hombre de Carolina del Norte con un uniforme confederado que sostenía una bandera confederada y un rifle semiautomático abandonara el parque. Cuando la policía le preguntó si le gustaría irse, él dijo que sí y fue escoltado hasta su vehículo.

### En Internet
El registrador de dominios GoDaddy exigió que The Daily Stormer trasladara el dominio de su sitio web a otro proveedor después de que el editor Andrew Anglin describiera a la víctima del atropello en términos despectivos.  Luego, el Daily Stormer pasó a Google Domains el 14 de agosto. Google canceló el registro del sitio por violación de sus términos de servicio poco más de 3 horas después de que The Daily Stormer se registrara en el servicio.   
PayPal suspendió las cuentas de los grupos de extrema derecha dirigidos por varios de los organizadores de la manifestación por violar los términos de servicio del sitio web, que prohíben recaudar dinero para "actividades que promuevan el odio, la violencia o la intolerancia racial". 
El colectivo hacktivista Anonymous cerró numerosos sitios web asociados con el Ku Klux Klan y grupos neonazis tras las protestas. El sitio web de extrema derecha Red Ice TV también fue pirateado. En una declaración en vídeo, afirmaron que su cobertura y apoyo a la manifestación fue la causa del ciberataque.  También se eliminó un servidor de Discord frecuentado por elementos de extrema derecha. 